# Банк «Росія»
«Росія» — російський банк. Повне найменування — Відкрите акціонерне товариство «Акціонерний Банк „РОСІЯ“», скорочене — ВАТ «АБ „РОСІЯ“». Головний офіс знаходиться в Санкт-Петербурзі.
Банк «Росія» був зареєстрований 27 червня 1990 і став одним з перших в сучасній Росії. Банк обслуговував в першу чергу північно-західний регіон Росії і, зокрема, Санкт-Петербург, маючи філію в Москві, але після реорганізації у формі приєднання ЗАТ «Газенергопромбанк», що завершилася 2 серпня 2010 року, географія його операцій розширилася від Білгорода і Курська до Пермі і Уфи за рахунок нових філій. У 2013 році кількість філій банку збільшилася до 20.
14 квітня 2014 відкрилося перше представництво банку за межами регіонів філіальної мережі — в Криму.
| Власник              | Доля в статутному капіталі % | Доля голосуючих акцій % |
| -------------------- | ---------------------------- | ----------------------- |
| Юрій Ковальчук       | 37,998                       | 40,333                  |
| Микола Шамалов       | 9,768                        | 10,338                  |
| «ТРАНСОЙЛ СНГ»       | 7,404                        | 7,873                   |
| ЗАТ «Севергрупп»     | 5,552                        | 5,905                   |
| ВАТ «Сургутнефтегаз» | 5,486                        | 0                       |
| ТзОВ «Оберон Истейт» | 5,074                        | 5,397                   |

Згідно з повідомленнями ЗМІ, в тому числі закордонних, банк тісно пов'язаний з президентом РФ В. В. Путіним, позаяк Путін — друг співвласника банку Юрія Ковальчука, який є, як і президент, співзасновником дачного кооперативу «Озеро» під Санкт-Петербургом. Син Юрія Ковальчука Борис Ковальчук з квітня 2006 року по грудень 2008 року був директором департаменту пріоритетних національних проектів апарату Уряду РФ, з 25 листопада 2009 року — виконувач обов'язків голови правління ВАТ «ІНТЕР РАО ЄЕС», з 26.06.2010 — голова правління ВАТ «ІНТЕР РАО ЄЕС». Так само 7,8 % акцій банку контролюється іншим давнім другом В. В. Путіна, Геннадієм Тимченко.
Банк контролює активи в різних галузях економіки. Через 100 % -ву дочірню компанію ТОВ «ІК „Аброс“» йому належить 51 % -на частка однієї з найбільших російських страхових компаній «СОГАЗ», 100%-ва частка в групі лізингових компаній «Зест», ефективна частка 27,6 % в «Національної Медіа Групі», яка володіє наступними активами: «Рен ТВ», ТРК ВАТ «П'ятий канал» (рос), ВАТ «Перший канал» (рос), газета «Известия». Через «СОГАЗ» банку належить ефективна частка 38,3 % керуючої компанії ЗАТ «Лідер», яке управляє недержавним пенсійним фондом «Газфонд».
10 квітня 2014 банк рішенням наглядової ради НП «Рада ринку» був обраний як кредитної організації, уповноваженої на проведення розрахунків між суб'єктами оптового енергоринку (див. Статтю «Оптовий ринок електроенергії та потужності»). Раніше, з 2008 року, обслуговуванням розрахунків займався «Альфа-банк».
Станом за 31 грудня 2009 року по МСФО активи банку склали ▲ 111,9 млрд рублів, власний капітал — ▲ 7,7 млрд рублів, чистий прибуток — ▲ 1,8 млрд рублів.
Станом на 1 вересня 2010 року по РСБУ активи банку (після реорганізації у формі приєднання ЗАТ «Газенергопромбанк», що завершився 2 серпня 2010 року) склали ▲ 220 млрд рублів, власний капітал — ▲ 20,4 млрд рублів.
Станом за 31 грудня 2010 року по МСФО активи банку склали ▲ 260 млрд рублів, капітал — ▲ 23,7 млрд руб.
Станом за 31 грудня 2011 року по МСФО активи банку склали ▲ 304,63 млрд рублів, капітал — ▲ 25,47 млрд руб.
Станом за 31 грудня 2012 року по МСФО активи банку склали ▲ 318,04 млрд рублів, капітал — ▲ 27,65 млрд руб.

## Міжнародні санкції
20 березня 2014 року США в рамках санкцій проти Росії за дії в Україні додали банк, який, на думку США, «надає матеріальну підтримку російським урядовцям» і контролюється Юрієм Ковальчуком, членом «ближнього кола» президента РФ Путіна, до списку спеціально позначених громадян і заблокованих осіб. Санкції полягають в тому, що активи банку, які знаходяться в юрисдикції США, заморожуються; крім того, заборонені операції з банком на території США або з американськими громадянами. В результаті цих санкцій платіжні системи VISA і Mastercard перестали здійснювати операції з пластиковими картками, емітованими банком.
21 березня 2014 Канада приєдналася до санкцій США, звинувативши банк у підриві суверенітету України.
28 березня 2014 банк заявив, що буде працювати тільки на території Росії і тільки з російським рублем «з метою захисту клієнтів банку від недобросовісних дій іноземних фінансових інститутів».
Нині санкції продовжені до березня 2016 року.